# Przechodni Wierch
Przechodni Wierch – szczyt o wysokości 552 m n.p.m. w Pieninach Właściwych.
Jest południowo-wschodnim zakończeniem grzbietu Pieninek wysuniętym w zakole Dunajca opływającego szczyt od północy, wschodu i południa. Na zakręcie rzeki na wschód od masywu znajduje się najgłębsze miejsce na odcinku pienińskiego przełomu – tzw. Loch. Przechodni Wierch sąsiaduje na północnym zachodzie z Sokolicą, od której oddzielony jest przełęczą Przechodki Wielkie (ok. 490 m). Opadające do Dunajca stoki są dość strome, jednakże sam grzbiet, zarówno w stronę przełęczy, jak i powyżej ok. 500 m n.p.m. ku południowemu wschodowi, obniża się łagodnie.
Przechodni Wierch znajduje się w Pienińskim Parku Narodowym w granicach Krościenka nad Dunajcem, w województwie małopolskim, w powiecie nowotarskim. Na szczyt nie prowadzą żadne szlaki turystyczne; jest on porośnięty lasem i nie przedstawia walorów widokowych. Jest dobrze widoczny z wierzchołka Sokolicy.
Wśród chronionych gatunków mchów występują tu: jodłówka pospolita (Abietinella abietina), gajnik lśniący (Hylocomium splendens), zrokietnik pospolity (Pleurozium schreberi).

## Przypisy

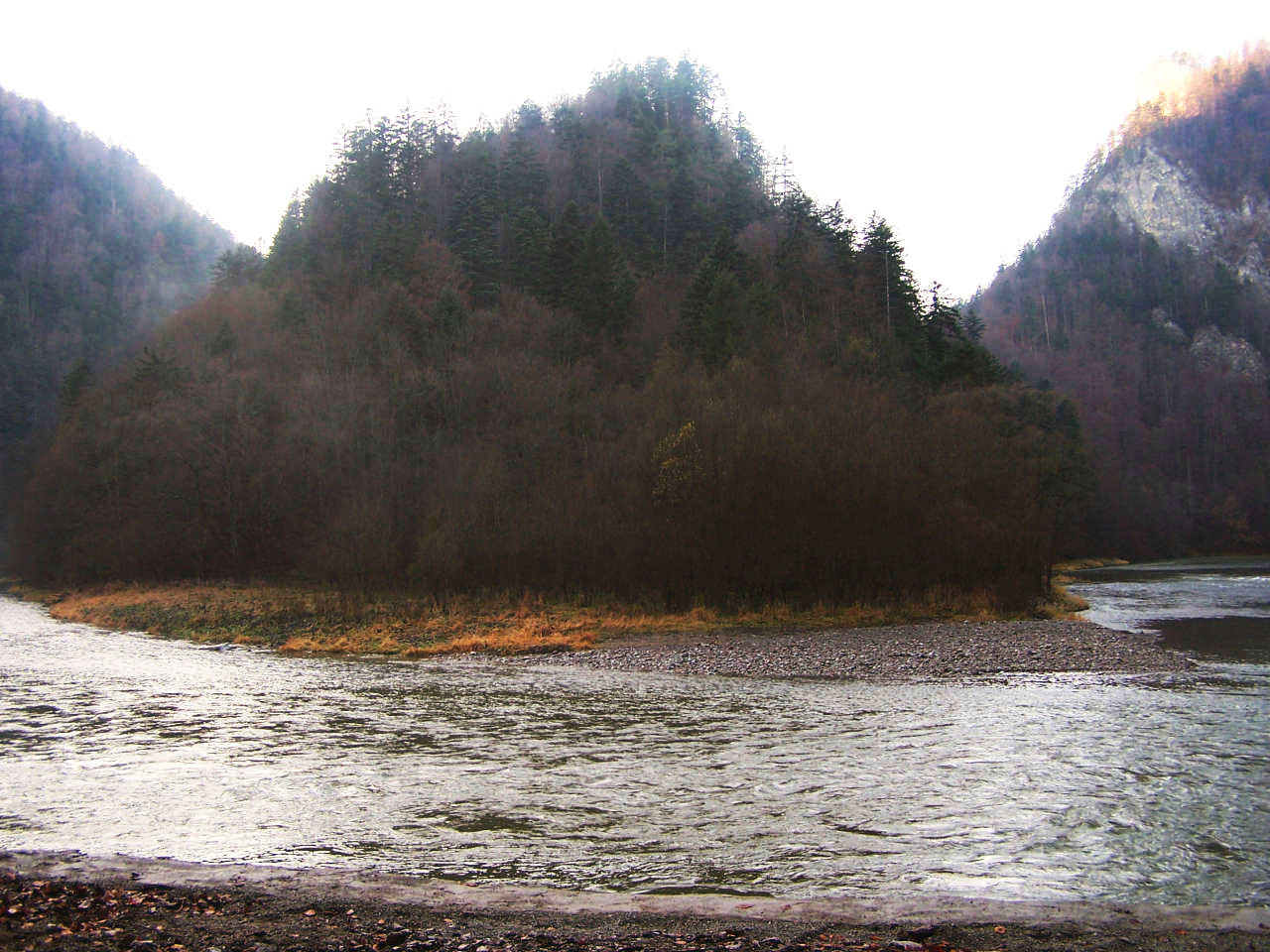
Widok znad Dunajca